# Jérôme Carré
Jérôme Carré, né le 22 avril 1975 à Grenoble, est un joueur de rugby à XV évoluant au poste de troisième ligne (1,87 m pour 103 kg).
Il a évolué en Top 16 avec le FCG de 1995-2000, Bordeaux Bègles de 2000 à 2002, et en 2002-2003 avec la Section paloise puis Pro D2 avec Mont-de-Marsan de 2003 à 2008 et Top 14 avec le Stade montois en 2008-2009.

## Biographie
Après avoir débuté le rugby au RC Seyssins, Jérôme Carré évolue au FC Grenoble en Top 16 de 1995 à 2000 et dispute une demi-finale de championnat de France en 1998-1999 et s'incline à quatre minutes de la fin du match contre l'AS Montferrand.
Il participe l'année suivante à la Coupe d'Europe où Grenoble sera la seule équipe à battre les Anglais des Northampton Saints, futurs vainqueurs de l’épreuve.
Il poursuit sa carrière au CA Bordeaux Bègles (2000-2002), à la Section paloise (2002-2003) et au Stade montois (2003-2009).

## Clubs
- RC Seyssins : 1982-1990
- FC Grenoble : 1990-2000
- CA Bordeaux Bègles : 2000-2002
- Section paloise : 2002-2003
- Stade montois : 2003-2009

## Palmarès
- Championnat de France de première division :
  - Demi-finaliste (1) : 1999 (FC Grenoble)
- Championnat de France de Pro D2 :
  - Vice-champion (1) : 2008 (Stade montois)‌